# Alberti partido
Alberti  egy partido (körzet) Argentínában a Buenos Aires tartományban. A fővárosa Alberti.

## Települések
Városok
| - Alberti - Mechita - Villa Ortiz - Plá | - Coronel Seguí - Villa Grisolía - Villa María |

Falvak ( Parajes)
| - Anderson - Baudrix - Larrea | - Emita - Palantelén - Presidente Quintana |  |

## Népesség
| Népesség | 11.143 | 14.310  | 12.083  | 11.099 | 10.632 | 10.627 | 10.373 |
| Változás | -      | +28,42% | -15,56% | -8,14% | -4,20% | -0,05% | -2,39% |